# Niecisław
Niecisław – imię męskie nienotowane w źródłach staropolskich, prawdopodobnie neologizm z początku XIX wieku. Złożone z członu "Nieci-" ("wzniecać, wzbudzać"), który jest niespotykany w staropolskich imionach dwuczłonowych, oraz członu "-sław" ("sława"). 
Niecisław imieniny obchodzi 15 lipca.
Znane osoby noszące imię Niecisław:
- Jan Niecisław Baudouin de Courtenay